# Letutjaja mysj
Letutjaja mysj (russisk: Летучая мышь) er en sovjetisk spillefilm fra 1979 af Jan Frid.

## Medvirkende
- Jurij Solomin — Heinrich Eisenstein
- Ljudmila Maksakova — Rosalind Eisenstein
- Vitalij Solomin — Falke
- Larisa Udovitjenko — Adele
- Oleg Vidov — Alfred